# 1579 en science
| Années de la science : 1576 - 1577 - 1578 - 1579 - 1580 - 1581 - 1582    |
| Décennies de la science : 1540 - 1550 - 1560 - 1570 - 1580 - 1590 - 1600 |

Cet article présente les faits marquants de l'année 1579 en science.

## Événements

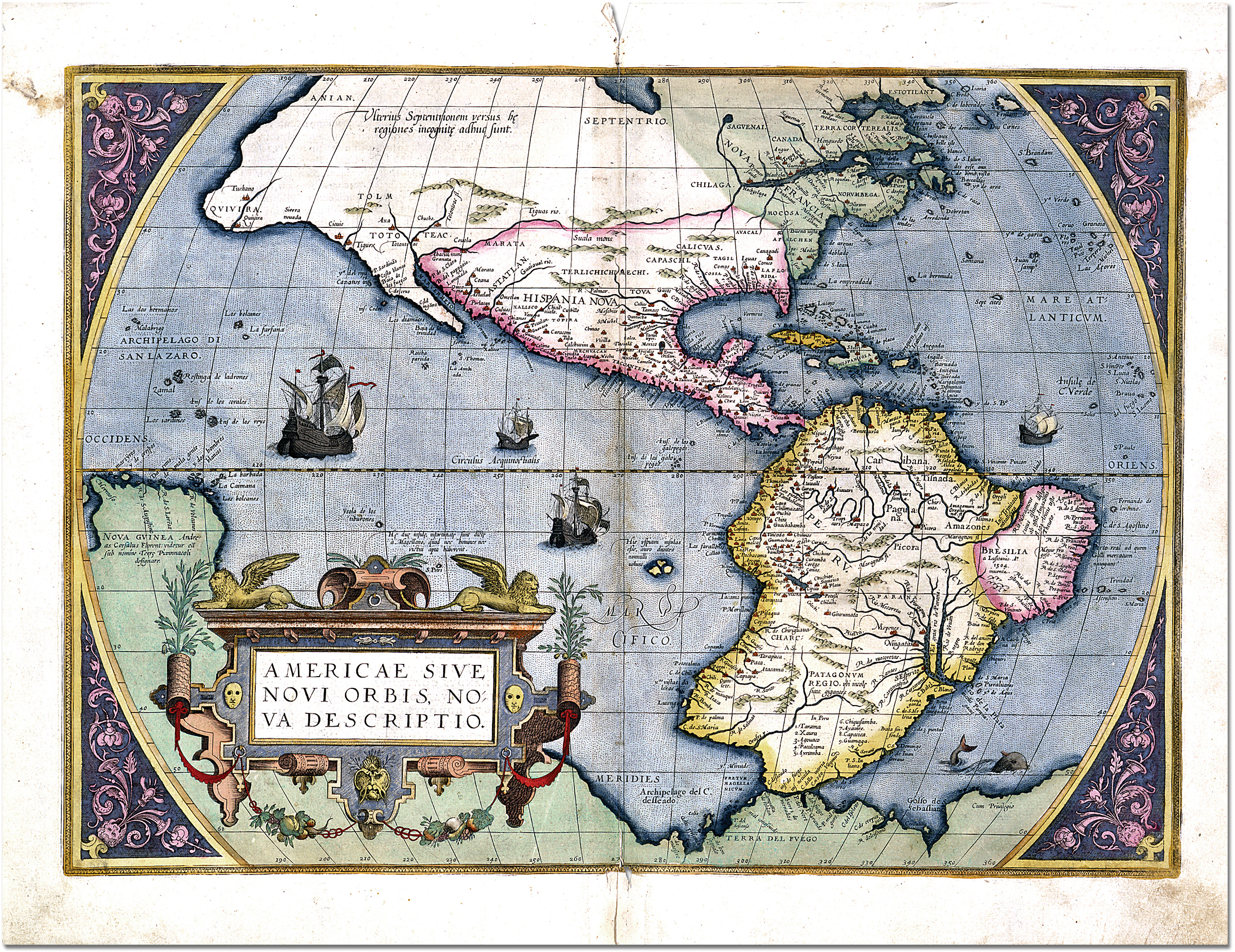
Americae Sive Novi Orbis, Nova Descriptio

- Dans le Canon des mathématiques, François Viète  développe le calcul des fractions décimales[1].

## Publications
- Roch Le Baillif :
  - Responsio ad quæstiones propositas a Medicis Parisiensis, Paris, 1579,
  - Sommaire traicté apologic en forme de Defence de Roc Le Baillif Sieur de La Rivière Conseiller et Medecin Ordinaire du Roy et de Monseigneur Duc de Mercœur, aux demandes des docteurs, et Faculté de medecine de Paris, Paris, Abel l’Angelier, en 1579,
- Laurent Joubert : Traité du ris, 1579 ;
- Jean Liebault : Scholia in Jac. Hallerii commetitaria in libr. 1 Aphorismorutn Hippocratis, Paris, 1579, in-8° ;
- Abraham Ortelius : Parergon et Nomenclator Ptolemaicus (1579), impr. Christophe Plantin, Anvers ;
- François Viète : Universalium inspectionum ad canonem mathematicum liber singularis, Paris, Mettayer, 1579, 164 fol ; ouvrage de trigonométrie.

## Naissances

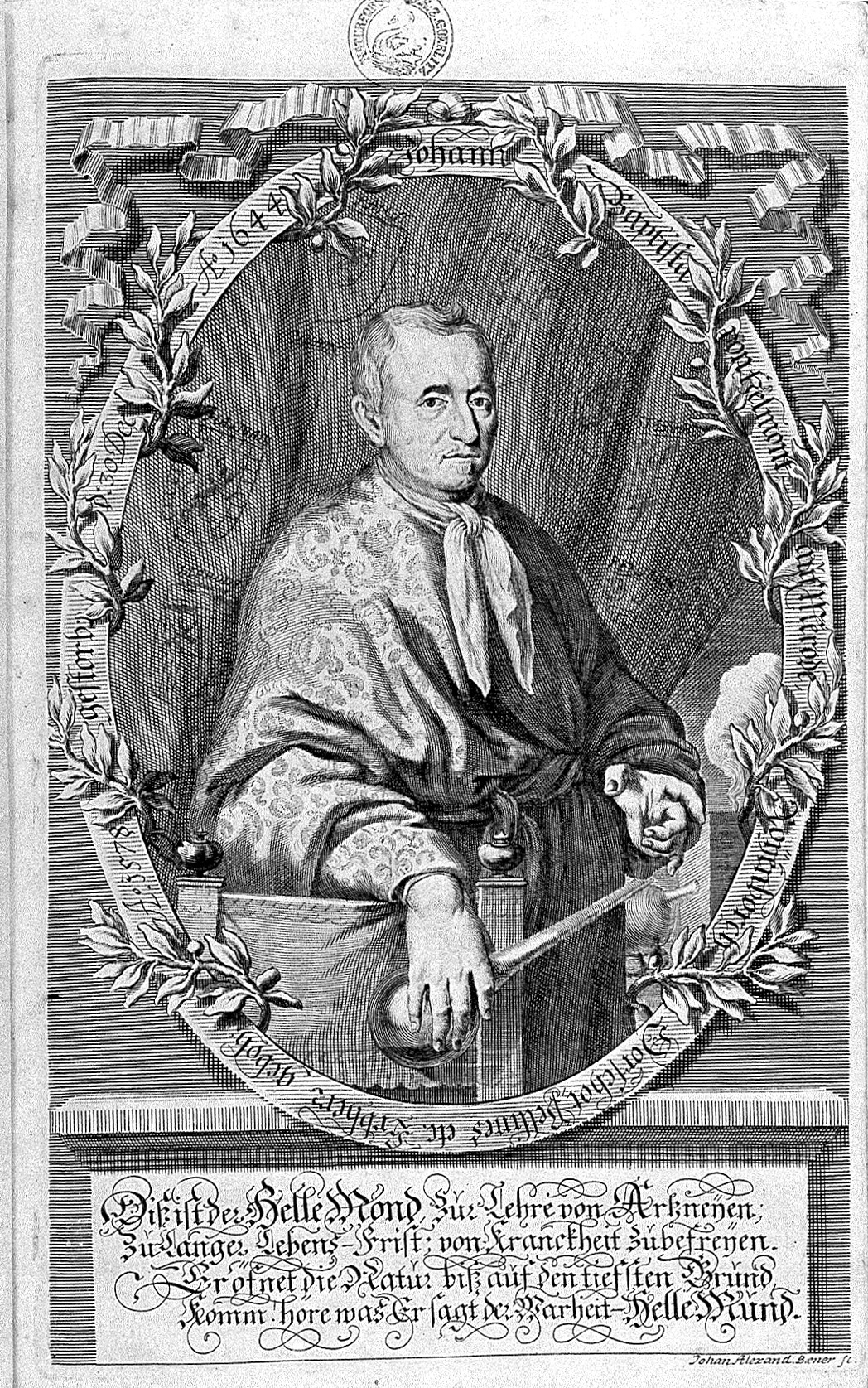
Jean-Baptiste van Helmont

- 12 janvier : Jean-Baptiste van Helmont (mort en 1644), alchimiste, chimiste, physiologiste et médecin originaire des Pays-Bas espagnols.

- 13 juillet : Arthur Dee (mort en 1651), l'aîné de John Dee, médecin et alchimiste anglais.
- 22 juillet : Vespasien Robin (mort en 1662), botaniste français.

## Décès
- 16 février : Gonzalo Jiménez de Quesada (né en 1509), explorateur et conquistador espagnol en Colombie.
- 12 mars : Alexandre Piccolomini (né en 1508), humaniste et philosophe toscan.
- 31 octobre : Joannes Stadius (né en 1527), mathématicien, astronome-astrologue et historien flamand.

- Hans Staden (né vers 1525), soldat et aventurier allemand.